# Eusyllis lamelligera
Eusyllis lamelligera är en ringmaskart som beskrevs av Marion och Bobretzky 1875. Eusyllis lamelligera ingår i släktet Eusyllis och familjen Syllidae. Arten har ej påträffats i Sverige. Inga underarter finns listade i Catalogue of Life.